# 広州地下鉄INNOVIA APM 100型電車
広州地下鉄INNOVIA APM 100型電車(こうしゅうちかてつINNOVIA APM 100がたでんしゃ)は、2010年11月8日に営業運転を開始した珠江新城新交通システム線用のAGT(新交通システム)車両。

## 概要
2009年にアメリカ・ピッツバーグにあるボンバルディアの工場にて製造され、14両(7編成)が在籍する。客用扉は外吊り式で、列車は無人運転である。